# Camponotus somalinus
Camponotus somalinus é uma espécie de inseto do gênero Camponotus, pertencente à família Formicidae.